# Cattedrale di San Nicola (Oradea Mare)
La cattedrale di San Nicola di Bari (in rumeno: Catedrala Sfântul Nicolae) è la chiesa cattedrale dell'eparchia di Gran Varadino dei Rumeni. Si trova nella città di Oradea, in Romania.

## Storia e descrizione
La costruzione della chiesa ebbe inizio nel 1800, quando il vescovo greco-cattolico Ignatius Darabant fece demolire la piccola chiesa greco-cattolica della città e diede inizio alla costruzione della cattedrale. L'edificio ha pianta a forma di croce, soffitto a volta e una cupola centrale dipinta con scene bibliche. Il tetto barocco della torre è stato completato nel 1803 ed è bruciato due volte, nel 1836 e 1907. La torre è stata progettata da Giovanni Quai ed è stata realizzata tra il 1910 ed il 1912. Nel 1948 la chiesa ha perso lo status di cattedrale ed è stata ridotta a chiesa parrocchiale.
Il luogo di culto è stato restituito alla chiesa greco-cattolica rumena nel novembre del 2005, dopo lunghi negoziati e ritardi. La prima liturgia greco-cattolica è avvenuta dopo 57 anni di interruzione il 20 novembre 2005, con la partecipazione di oltre 100 vescovi, sacerdoti e diaconi.